# Euselasia mazaca
Euselasia mazaca is een vlindersoort uit de familie van de prachtvlinders (Riodinidae), onderfamilie Euselasiinae.
Euselasia mazaca werd in 1860 beschreven door Hewitson.